# Peloribates ababaeus
Peloribates ababaeus är en kvalsterart som beskrevs av Corpuz-Raros 1979. Peloribates ababaeus ingår i släktet Peloribates och familjen Haplozetidae. Inga underarter finns listade i Catalogue of Life.